# Mónica Fuquen
Mónica Fuquen (nacida en Bogotá, Colombia en 1970) es una cantante de New age. Es conocida por su nominación a los Premios Grammy Latinos, en la categoría Mejor Álbum Instrumental, en el año 2014 por su álbum Esferas de Creación. Es la directora del Festival Luz y Armonía, un encuentro de música consciente, que se realiza en Bogotá desde el año 2015.

## Biografía
La bogotana Mónica Fuquen es cantante mezzosoprano y abogada de la Universidad de la Sabana, especializada en Responsabilidad Social Empresarial. Desde 2009 realiza terapias como Armonización con Sonido, Reiki Unitario, PSYCH-K® y PER-K®.
En 2015 dirigió la primera edición del Festival Luz y Armonía, un encuentro de Música Consciente en Bogotá. En el mismo, participaron Abdy Electriciteh, Jacqueline Fuentes (Chile), Xiomara Xibille, Happy Yoga, Happy Banda, Har Raí Kaur, Pedro Crump, Catalina Salguero, Héctor Buitrago, Oscar Cortes Leal,  Naturaleza Acústica, Claudia María Hincapié Gómez, Solo Etra, entre otros. La segunda edición de este Festival se tuvo como invitados a Jesús Hidalgo de Venezuela, Jacqueline Fuentes de Chile, Patricia Olaniel y Sarmad ambos de México, Abdy Electriciteh de Canadá y, por Colombia a Tatiana Samper, Claudia Hincapié Nia, Maria Jimena Correa, Har Rai Kaur, Pedro Crump y el Círculo Dorado así como Seva Siri Singh.  
De su álbum debut -Sonido del alma- se destaca una versión del mantra universal Om Mani Padme Hum y una del Ave María; canción de la que también incluye una interpretación en su disco de 2014, Esferas de Creación. 
La cantante ha expresado en varias ocasiones de la sacralidad que le atribuye a la música, por tal motivo sus discos y sesiones terapéuticas las realiza con la intención de buscar la armonización de quiénes la escuchan.
Tras graduarse de derecho se dedicó a trabajar en instituciones públicas colombianas y también fue parte del equipo de varias campañas presidenciales, sin embargo, por vocación decidió retirarse de ese ámbito.

## Discografía

### Producciones de estudio
| Año  | Álbum               | Discográfica  |
| ---- | ------------------- | ------------- |
| 2019 | Contemplación       | Independiente |
| 2018 | Santo Rosario       | Independiente |
| 2016 | Volver al amor      | Independiente |
| 2013 | Esferas de Creación | Independiente |
| 2011 | Sonido del Alma     | Independiente |

En los discos Contemplación (2019) y Volver al Amor (2016) trabajó junto al productor Pablo Tedeschi. El Santo Rosario, publicado en 2018, fue grabado junto a su esposo Álvaro Pardo. Este relato de los misterios y oraciones se grabó a forma de meditación y en él se evidencia la gran devoción de la artista y su familia a la Virgen.  
Sus primeras dos producciones se realizaron en los estudios Audiovisión en Colombia, bajo la producción de Orlando Sandoval y con la distribución en Colombia de Millenium Representaciones.   

#### Sencillos
| Año  | Canción       | Realizado por                | Detalles |
| ---- | ------------- | ---------------------------- | --- |
| 2014 | Tierra de Paz | Fundación Revolución de Amor | En colaboración con Maria Mulata, Alfredo de la Fe, César López, Teto Ocampo, Imika Tariru, Pedro Crump, Andrea Jaramillo, Pablo Tedeschi, Héctor Buitrago, Fernando Navas, Miguel de Narvaez, Francisco Ortiz, Julián Gutiérrez Blanco, Andrés Arriaga |

### Videoclips
- Cosmos (2014)
- Tierra de Paz (2014)
- Om Mani Padme Hum (2011)
- Festival Luz y Armonía (2015)

## Premios y nominaciones
Premio Grammy Latino
| Año  | Trabajo Nominado    | Premio                             | Resultado                      |
| ---- | ------------------- | ---------------------------------- | ------------------------------ |
| 2014 | Esferas de Creación | Mejor Álbum de Música Instrumental | Nominado (No resultó ganadora) |